# Rafael Rivera
Rafael Rivera (* 1925; † 23. März 1991 in Guadalajara, Jalisco), auch bekannt unter dem Spitznamen El Zurdo (spanisch für „Der Linkshänder“), war ein mexikanischer Fußballspieler, der zu Beginn seiner Laufbahn meistens als Stürmer und später häufiger im Mittelfeld agierte. 
„Zurdo“ Rivera spielte mindestens von 1947 bis 1956 beim Club Deportivo Guadalajara, für den er in diesem Zeitraum insgesamt vier Pokalfinals bestritt (die allesamt verloren wurden) und erzielte für seinen Verein insgesamt 31 Tore in der Liga Mayor.